# MBC 금요극장
MBC 금요극장은 MBC에서 1987년 4월 10일부터 1987년 10월 9일까지 총 23회에 걸쳐 방영된 단막극 프로그램으로, 청소년이나 노인문제와 부부간의 갈등과 같은 현대 가정에서 일어나는 문제를 주제로 한 월별 테마 드라마이다.

## 방송 시간
| 방송 채널 | 방송 기간                         | 방송 시간               | 방송 분량 |
| --------- | --------------------------------- | ----------------------- | --------- |
| MBC TV    | 1987년 4월 10일 ~ 1987년 5월 8일  | 금요일 밤 9:45 ~ 10:55  | 70분      |
| MBC TV    | 1987년 5월 15일 ~ 1987년 10월 2일 | 금요일 밤 10:40 ~ 11:50 | 70분      |

## 작품 리스트
|  | 아래 목록은 네이버 뉴스라이브러리에 의해 작성되었다. |

| 1987년 | 1987년   | 1987년             | 1987년 | 1987년 | 1987년 |
| 회차   | 방송일   | 부제               | 극본   | 연출   | 비고   |
| ------ | -------- | ------------------ | ------ | ------ | ------ |
| 제1회  | 4월 10일 | 이부장의 90일      | 박찬성 | 고석만 |        |
| 제2회  | 4월 17일 | 봄의 소리          | 김상열 | 고석만 |        |
| 제3회  | 5월 1일  | 대리고통           | 박찬성 | 고석만 |        |
| 제4회  | 5월 8일  | 자진모리           | 김상열 | 고석만 |        |
| 제5회  | 5월 15일 | 까만 눈동자        | 박찬성 | 고석만 |        |
| 제6회  | 5월 22일 | 엄마의 손          | 김상열 | 고석만 |        |
| 제7회  | 6월 5일  | 아내의 초상        | 박찬성 | 고석만 |        |
| 제8회  | 6월 12일 | 두 여인            | 김상열 | 고석만 |        |
| 제9회  | 6월 26일 | 달리는 거리        | 박찬성 | 고석만 |        |
| 제10회 | 7월 3일  | 아파트에서 생긴 일 | 박찬성 | 고석만 |        |
| 제11회 | 7월 10일 | 개구리 소리        | 김상열 | 고석만 |        |
| 제12회 | 7월 17일 | 풍뎅이놀이         | 김상열 | 고석만 |        |
| 제13회 | 7월 24일 | 사랑의 약속        | 이은교 | 고석만 |        |
| 제14회 | 7월 31일 | 여자의 두 얼굴     | 박찬성 | 고석만 |        |
| 제15회 | 8월 14일 | 무덥고 긴 여름     | 김상열 | 고석만 |        |
| 제16회 | 8월 21일 | 실바람             | 김경희 | 고석만 |        |
| 제17회 | 8월 28일 | 상처의 늪          | 박찬성 | 유길촌 |        |
| 제18회 | 9월 4일  | 죄와 벌            | 이은교 | 김승수 |        |
| 제19회 | 9월 11일 | 부부               | 박찬성 | 김승수 |        |
| 제20회 | 9월 18일 | 청혼               | 박찬성 | 김승수 |        |
| 제21회 | 9월 25일 | 벼랑에 선 여자     | 이은교 | 김승수 |        |
| 제22회 | 10월 2일 | 어느날 갑자기      | 박찬성 | 김승수 |        |
| 제23회 | 10월 9일 | 특대생             | 이은교 | 김승수 |        |

## 결방 사유 및 편성 변경
- 1987년 4월 24일 : 〈14인 철저진단 오늘과 내일〉 방송으로 결방
- 1987년 5월 29일 : 〈87 미스유니버스 선발대회〉 방송으로 결방
- 1987년 6월 12일 : 제16회 태통령배 국제축구대회 〈한국A VS 미국〉 중계방송으로 순연되어 밤 11시 10분부터 방영
- 1987년 6월 19일 : 특집 기획토론 〈종교, 종교인〉 방송으로 결방
- 1987년 8월 7일 : 결방
- 1987년 9월 4일 : 보도특집 〈정치권침투간첩 장의균 검거〉 방송으로 순연되어 밤 11시부터 방영

## 같이 보기
| - KBS 문예극장 - KBS TV 문학관 - KBS 드라마 초대석 - KBS 논픽션 드라마 - KBS TV 문예극장 - KBS 신 TV 문학관 - KBS HDTV 문학관 - KBS 드라마게임 - KBS 드라마 스페셜 (구) - KBS 테마 드라마 - KBS 금요극장 - KBS 일요베스트 - KBS 드라마시티 - KBS 드라마 스페셜 (신) - KBS 드라마 스페셜 연작 시리즈 - KBS 웹드라마 스페셜 - KBS 청소년문학관 - KBS 가요드라마 | - MBC 베스트셀러극장 - MBC 금요극장 - MBC TV 피처 - MBC 베스트극장 - MBC 일요 드라마 극장 - MBC 드라마 페스티벌 - SBS 여성극장 - SBS 70분드라마 - SBS 오픈드라마 남과여 - JTBC 드라마페스타 - tvN 드라마 스테이지 - tvN 드라마 O'PENing |